# Moorse nachtzwaluw
De Moorse nachtzwaluw (Caprimulgus ruficollis) is een vogel uit de familie van de nachtzwaluwen (Caprimulgidae).

## Beschrijving
De Moorse nachtzwaluw is 30-34 cm lang en is daarmee de grootste nachtzwaluw uit het West-Palearctisch gebied. Hij lijkt sterk op de (gewone) nachtzwaluw, maar is groter en heeft een meer roestbruin verenkleed en ook twee witte gebieden op de kin. Het mannetje heeft witte vlekken in de vleugel en de staart. De roestbruine bandering op de onderdelen is bijna niet te zien.
De beste kans heeft een vogelaar 's nachts langs rustige wegen binnen een geschikte habitat. De vogels zitten dan soms openlijk op een tak of paaltje en laten een kenmerkende roep horen. Bij de Moorse nachtzwaluw is dat een nasaal voortdurend herhaald "kjo-tok".
Het legsel van deze vogel bestaat uit twee crèmekleurige, witte eieren, met geelachtige spikkels, in een holte in de grond. verder is er zo goed als niets bekend over het voortplantingsgedrag.

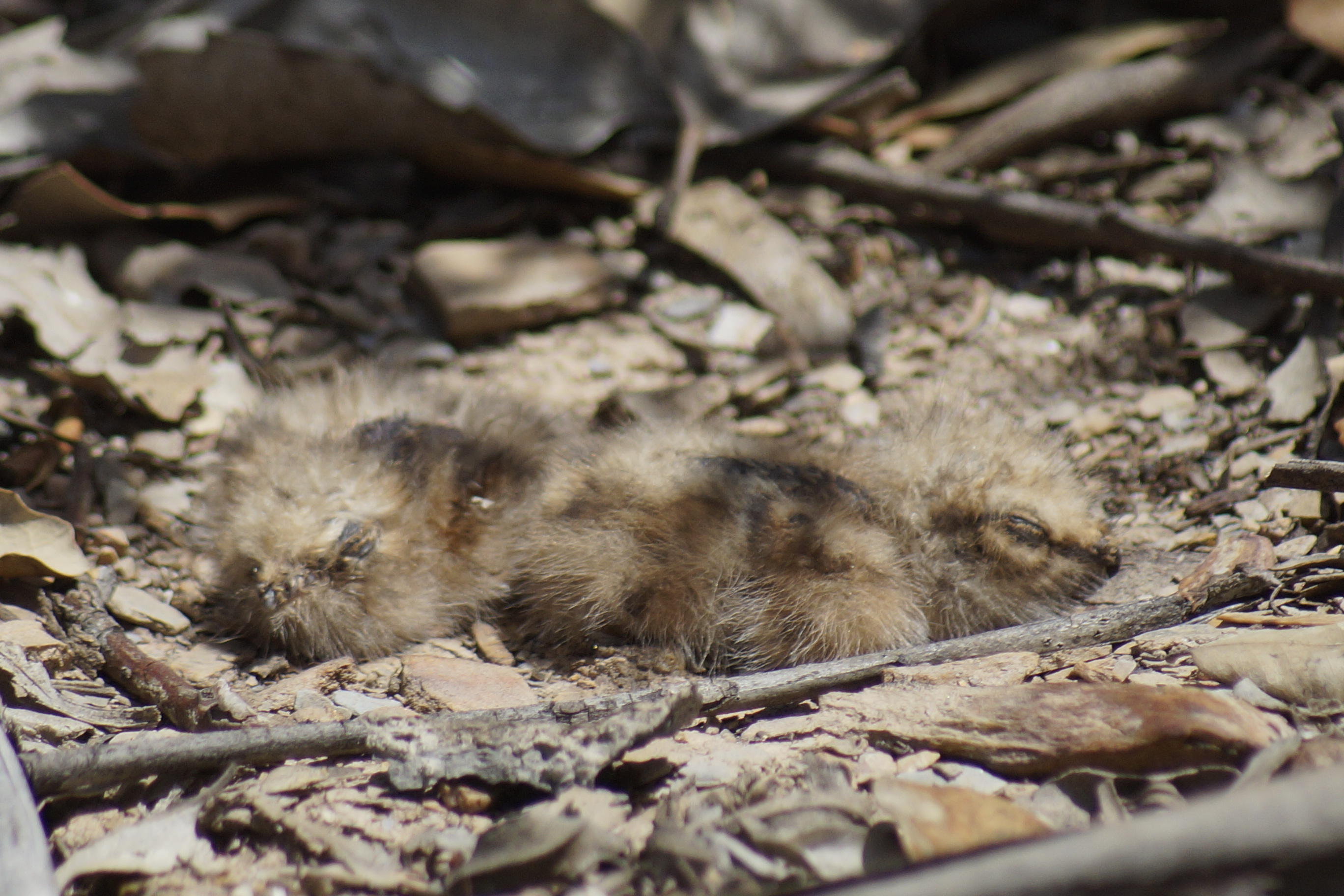
Kuikens Moorse Nachtzwaluw

## Verspreiding en leefgebied
De Moorse nachtzwaluw komt voor in het westen van de Middellandse Zee, broedt in Spanje en Portugal en in Noord-Afrika van Marokko tot Tunesië. 's Winters trek de vogel naar het zuiden. Over deze winterverspreiding is onvoldoende bekend, maar hij werd al aangetroffen in het Nigerbekken.
De soort telt 2 ondersoorten:
- C. r. ruficollis: het Iberisch Schiereiland en noordelijk Marokko.
- C. r. desertorum (Tunesische nachtzwaluw): noordoostelijk Marokko, noordelijk Algerije en noordelijk Tunesië.

Deze vogel leeft in droge, zanderige heidevelden en struikgewas. Hij eet voornamelijk schemeractieve insecten zoals nachtvlinders.

## Status
De Moorse nachtzwaluw heeft een groot verspreidingsgebied en daardoor is de kans op uitsterven gering. De grootte van de populatie wordt geschat op 575.000-770.000 exemplaren. De Moorse nachtzwaluw gaat in aantal achteruit. Om deze redenen staat deze nachtzwaluw als gevoelig op de Rode Lijst van de IUCN.